# Hamilton County (Tennessee)
Das Hamilton County ist ein County im US-Bundesstaat Tennessee. Das U.S. Census Bureau hat bei der Volkszählung 2020 eine Einwohnerzahl von 366.207 ermittelt. Der Verwaltungssitz (County Seat) ist Chattanooga.

## Geographie
Das County liegt im Südosten von Tennessee, grenzt im Süden an Georgia und hat eine Fläche von 1491 Quadratkilometern, wovon 86 Quadratkilometer Wasserfläche sind. Es grenzt im Uhrzeigersinn an folgende Countys: Bledsoe County, Rhea County, Meigs County, Bradley County, Whitfield County (Georgia), Catoosa County (Georgia), Walker County (Georgia), Dade County (Georgia), Marion County und Sequatchie County.
Das County ist Teil der Metropolregion Chattanooga.

### Ortschaften
- Apison
- Bakewell
- Birchwood
- Chattanooga
- Collegedale
- East Brainerd
- East Ridge
- Fairmount
- Falling Water
- Georgetown
- Harrison
- Hixson
- Lakesite
- Lookout Mountain
- Lupton City
- Middle Valley
- Ooltewah
- Red Bank
- Ridgeside
- Sale Creek
- Signal Mountain
- Soddy-Daisy
- Walden

## Geschichte

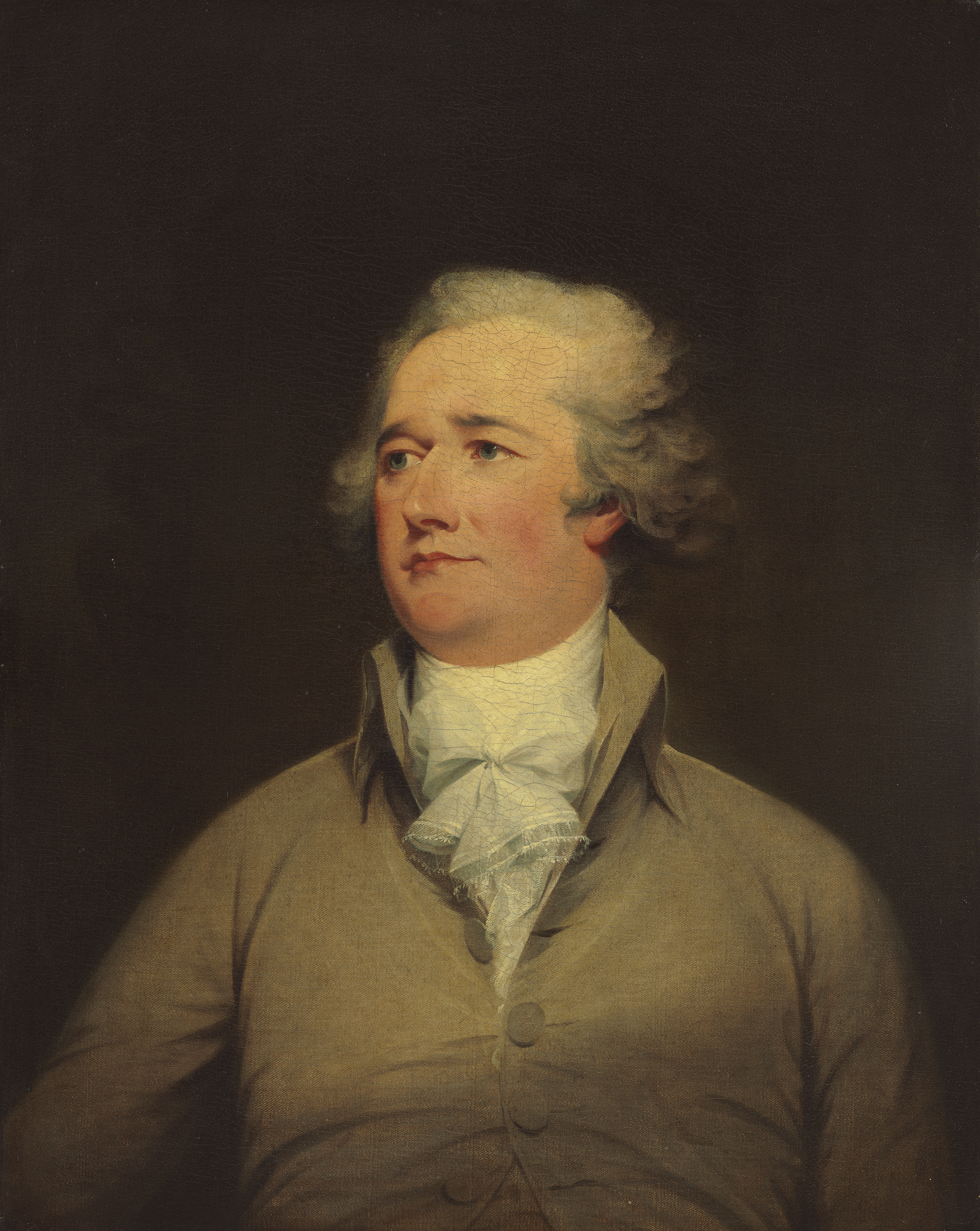
Alexander Hamilton

Hamilton County wurde am 25. Oktober 1819 aus Teilen des Rhea County und Indianerland gebildet. Benannt wurde es nach Alexander Hamilton, einem Offizier im Amerikanischen Unabhängigkeitskrieg, Mitglied im Kontinentalkongress, erster US-Finanzminister und einer der Gründerväter der Vereinigten Staaten.

### Historische Objekte
In Chattanooga steht die historische Walnut Street Bridge. Die von 1889 bis 1891 errichtete Brücke befindet sich an der Walnut Street und überspannt den Tennessee River. Sie wurde am 23. Februar 1990 vom National Register of Historic Places als historisches Denkmal mit der Nummer 90000300 aufgenommen.

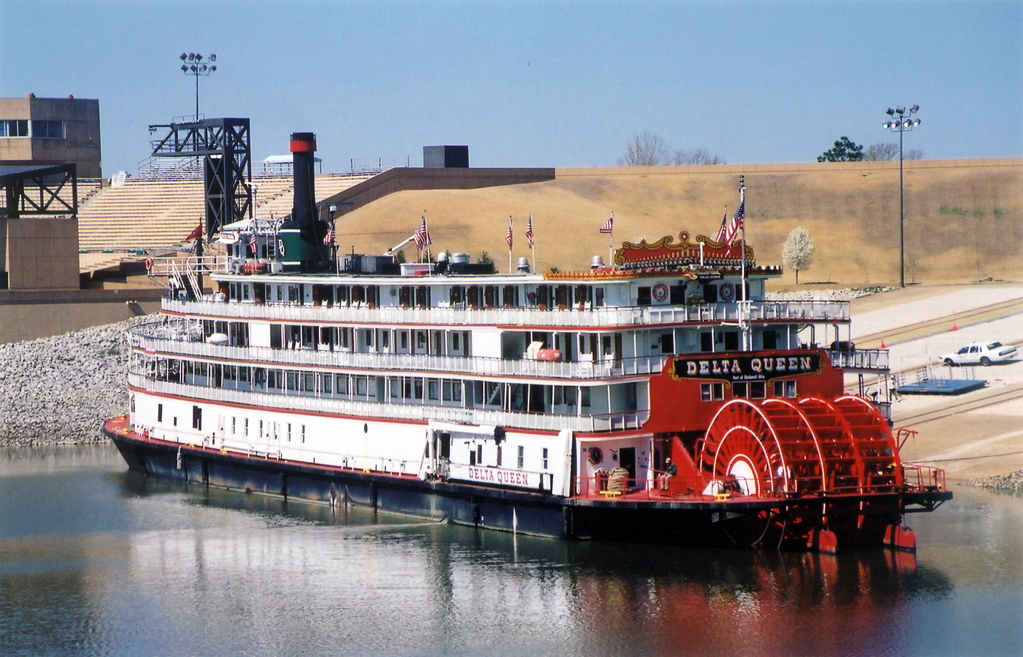
Delta Queen (2003)

Zwei Orte im County haben den Status einer National Historic Landmark, der Raddampfer Delta Queen und der Moccasin Bend Archeological District. 100 Bauwerke und Stätten des Countys sind im National Register of Historic Places (NRHP) eingetragen (Stand 163. August 2018).

## Demografische Daten

Alterspyramide Hamilton County

Nach der Volkszählung im Jahr 2000 lebten im Hamilton County 307.896 Menschen in 124.444 Haushalten und 83.750 Familien. Die Bevölkerungsdichte betrug 219 Einwohner pro Quadratkilometer. Ethnisch betrachtet setzte sich die Bevölkerung zusammen aus 76,32 Prozent Weißen, 20,14 Prozent Afroamerikanern, 0,29 Prozent amerikanischen Ureinwohnern, 1,27 Prozent Asiaten, 0,06 Prozent Bewohnern aus dem pazifischen Inselraum und 0,77 Prozent aus anderen ethnischen Gruppen; 1,14 Prozent stammten von zwei oder mehr Ethnien ab. 1,78 Prozent der Bevölkerung waren spanischer oder lateinamerikanischer Abstammung.
Von den 124.444 Haushalten hatten 28,9 Prozent Kinder und Jugendliche unter 18 Jahre, die bei ihnen lebten. 50,2 Prozent waren verheiratete, zusammenlebende Paare, 13,5 Prozent waren allein erziehende Mütter und 32,7 Prozent waren keine Familien. 27,9 Prozent waren Singlehaushalte und in 10,0 Prozent lebten Personen im Alter von 65 Jahren oder darüber. Die Durchschnittshaushaltsgröße betrug 2,41 und die durchschnittliche Haushaltsgröße betrug 2,95 Personen.
23,2 Prozent der Bevölkerung waren unter 18 Jahre alt, 9,6 Prozent zwischen 18 und 24, 29,0 Prozent zwischen 25 und 44, 24,3 Prozent zwischen 45 und 64 und 13,8 Prozent waren älter als 65. Das Durchschnittsalter betrug 37 Jahre. Auf 100 weibliche Personen kamen statistisch 91,7 männliche Personen und auf 100 Frauen im Alter von 18 Jahren und darüber kamen 88,1 Männer.
Das jährliche Durchschnittseinkommen eines Haushalts betrug 38.930 USD, das Durchschnittseinkommen der Familien betrug 48.037 USD. Männer hatten ein Durchschnittseinkommen von 35.413 USD, Frauen 24.505 USD. Das Prokopfeinkommen betrug 21.593 USD. 9,2 Prozent der Familien und 12,1 Prozent der Einwohner lebten unterhalb der Armutsgrenze.